# Secret (canción de Madonna)
«Secret» es una canción interpretada por la cantante estadounidense Madonna, incluida en su sexto álbum de estudio, Bedtime Stories (1994). Las compañías Sire, Maverick y Warner Bros. Records la publicaron como el primer sencillo del disco el 20 de septiembre de 1994, y posteriormente figuró en los grandes éxitos GHV2 (2001) y Celebration (2009). La cantante había grabado originalmente una maqueta con Shep Pettibone, quien había coproducido su anterior trabajo, Erotica (1992). Sin embargo, Dallas Austin reemplazó a Pettibone como productor y reelaboró por completo la composición, por lo que recibió créditos junto con Madonna. Significó un cambio notable en el estilo musical de esta última, ya que, hasta ese momento de su carrera, su música estaba orientada principalmente al dance y a baladas melódicas. «Secret» combinó los géneros pop y R&B con instrumentos como la guitarra acústica, la batería y las cuerdas. La letra trata sobre un amante que guarda un secreto.
El sencillo salió a la venta acompañado de ocho remezclas producidas por el DJ Junior Vasquez, quien reutilizó la voz original pero cambió por completo la composición. Antes de su publicación, Madonna habló sobre el tema en Internet —algo inusual para un cantante en esa época— y dejó un mensaje de audio para sus fanáticos, así como un fragmento de la canción de varios segundos. En términos generales, obtuvo reseñas positivas de críticos, académicos y periodistas musicales, quienes elogiaron la voz de la artista y la producción y la consideraron una de las más destacadas de Bedtime Stories. Desde el punto de vista comercial, alcanzó la tercera posición en la lista estadounidense Billboard Hot 100 y recibió un disco de oro por la Recording Industry Association of America (RIAA), en representación por 500 000 copias vendidas. Además, llegó a lo más alto en Canadá, Finlandia y Suiza y a los cinco primeros lugares en Australia, España, Francia, Italia, Nueva Zelanda y Polonia. En Reino Unido, tras ingresar en el quinto lugar, se convirtió en el 35.º sencillo consecutivo de Madonna en ocupar los diez primeros puestos en la historia del UK Singles Chart.
Con la portada del sencillo y el videoclip, la cantante marcó el comienzo de otro cambio de imagen, inspirado en el estilo y apariencia de la actriz estadounidense Jean Harlow. Rodado en blanco y negro, la dirección del vídeo estuvo a cargo de la fotógrafa Melodie McDaniel, a quien Madonna eligió por sus anteriores proyectos en cortometrajes. Esta última personifica a una cantante de un club nocturno en el barrio neoyorquino de Harlem. Se intercala con tomas de la vida diaria en el vecindario y finaliza cuando se reúne con su amante y su supuesto hijo. La canción destacó debido a que condujo a discusiones entre académicos con respecto a lo que podría constituir el secreto de la letra. El tema formó parte del repertorio de la gira Drowned World (2001) durante el tercer segmento del espectáculo, inspirado en la iconografía country. Madonna volvió a interpretarlo a capela en noviembre de 2008 en la ciudad de Houston, como parte del Sticky & Sweet Tour, y siete años después en algunos conciertos del Rebel Heart Tour.

## Antecedentes
En 1992, se publicó Sex, un coffee table book de Madonna que se caracterizó por su contenido sexualmente explícito y por sus imágenes de fantasías voyerísticas. Al mismo tiempo salió a la venta Erotica, su quinto álbum de estudio, y un par de meses después protagonizó la película Body of Evidence. Todos estos proyectos causaron controversias y recibieron críticas negativas tanto de los periodistas como de los admiradores de la cantante, que la vieron como una renegada sexual e incluso afirmaron que «había ido demasiado lejos» y que su carrera había terminado. Aunado a ello, su aparición en el programa de entrevistas Late Show with David Letterman, en marzo de 1994, se destacó por su comportamiento controvertido, pues utilizó lenguaje soez que fue censurado en la televisión, hizo insinuaciones sexuales e incluso le entregó a Letterman una de sus bragas para que las oliese. Esto conllevó a que el episodio fuera el más censurado en la historia de los talk shows de Estados Unidos, aunque a la vez el programa obtuvo uno de los índices de audiencia más altos. En palabras de Joe Lynch, de Billboard: «Por primera vez en una década de estrellato, las personas ya no se sorprendían por sus payasadas y, peor aún, estaban cansados de ella».
Ese mismo mes, grabó «I'll Remember» para la banda sonora de la película With Honors, la cual recibió opiniones positivas de la crítica y fue vista como el primer paso positivo de la cantante por reconectarse con el público y reparar el daño que su personalidad provocativa había causado en su carrera. Para Bedtime Stories, su sexto álbum de estudio de 1994, decidió explorar nuevos géneros musicales como el hip hop, new jack y R&B, sonidos que dominaban las radios y las listas musicales de aquella época. Madonna empezó a trabajar primero con Shep Pettibone, quien había coproducido Erotica, aunque notó que estaban haciendo el mismo tipo de música del disco anterior, lo cual no le agradaba pues quería regresar a sus «raíces», el R&B, por lo que abandonó el proyecto. Cuando Bedtime Stories salió a la venta, agradeció a Pettibone en los créditos del álbum por haber sido «comprensivo».
Sumado a lo anterior, Madonna deseaba «suavizar» su imagen pública en ese momento y que las canciones tuvieran un estilo más romántico, por lo que decidió trabajar con productores reconocidos de dichos géneros y tomó una imagen más apropiada para el público en general. Contactó a Babyface, cuyo trabajo con artistas como Whitney Houston, Boyz II Men y Toni Braxton había resultado en canciones R&B exitosas. A través de él, conoció al joven productor de Atlanta Dallas Austin, quien había ganado reconocimiento por producir Ooooooohhh... On the TLC Tip (1992), el álbum debut de la banda TLC. Ambos compusieron dos pistas, «Secret» y «Sanctuary»; la primera la produjo originalmente Pettibone en una maqueta bajo el título «Something's Coming Over Me». Sin embargo, Austin reorganizó la composición musical por completo, por lo que recibió créditos junto con Madonna, y la versión final se tituló «Secret».

## Grabación y composición
Compuesta y producida por Madonna y Dallas Austin, la grabación tuvo lugar en los estudios AXIS en Nueva York y Dallas Austin Recording Project (DARP) en Atlanta, desde abril hasta junio de 1994, mientras que la masterización se realizó en Sterling Sound, en Nueva York. La artista recordó que fue compuesta en el sótano de una casa en Peachtree y que había significado «una experiencia maravillosa» para ella. Además de desempeñarse como productor, Austin también tocó la batería y los teclados, y los demás músicos que participaron fueron Colin Wolfe y la rapera Meshell Ndegeocello en bajo, Tommy Martin en guitarra, Marius de Vries en programación y Babyface en sintetizadores y programación de batería, bajo la dirección de Susie Katiyama y Jessie Leavey. Este último y Craig Armstrong fueron los responsables del arreglo, mientras que Alvin Speights, Brad Gilderman, Darin Prindle, Mark «Spike» Stent y Michael Fossenberg de la ingeniería. Por último, Speights y Jon Gass realizaron la mezcla.
«Secret» significó un cambio notable en el estilo musical que Madonna había publicado previamente, ya que, hasta ese momento de su carrera, su obra estaba orientada principalmente al género dance «de gran sonido» y a baladas «melódicas»; el biógrafo J. Randy Taraborrelli señaló que este nuevo sonido sorprendió tanto a sus fanáticos como a los críticos. La canción, que combina pop y R&B con elementos de hip hop, comienza con la voz de la artista cantando por encima de una guitarra acústica y un efecto wah-wah, antes de dar inicio a una sección de ritmo «retro» y «disperso». A esto le sigue una secuencia de acordes «descendente» y, cerca del minuto, aparece la percusión y Madonna canta el estribillo Something's coming over me («Algo está ocurriéndome») mientras el sonido de las cuerdas respalda su voz, que permanece en el centro de la producción. Una línea de cuerda «ascendente» respalda los acordes descendentes de la guitarra, lo cual, según Rikky Rooksby de The Complete Guide to the Music of Madonna (2004), era un ejemplo de movimiento contrario, un recurso musical muy conocido. Durante el puente, se agrega otro solo de guitarra wah-wah junto con las cuerdas y, cerca del final, las melodías agregan una armonía superior para agregar variedad.
Según la partitura publicada en Musicnotes por Alfred Publishing Co., Inc., se establece en un compás de 4/4 con un tempo moderado de 96 pulsaciones por minuto. Está compuesta en la tonalidad de mi bemol menor y el registro vocal de Madonna se extiende desde la nota sol bemol3 a sol bemol4. Sigue una progresión armónica de si bemol7—si bemol7sus—si bemol7 en la introducción y luego cambia a mi bemol menor7—re bemol—do menor7—do bemol cuando empiezan los primeros versos. La letra trata sobre un amante que guarda un secreto y de cuánto tiempo se tarda en comprender que la felicidad «está en sus manos». Para Jon Pareles del New York Times, la clave de dicha felicidad está en el amor propio, y en otro análisis, Alex Needham de NME sostuvo que se trataba de una «oda velada a la heroína y la masturbación». Los autores Allen Metz y Carol Benson, en The Madonna Companion: Two Decades of Commentary (1999), sostuvieron que el tono que Madonna usa al cantar la letra sugiere que está discutiendo «autodeterminación, no autoerotismo». A lo largo del tema, también recita la frase My baby's got a secret («Mi amor tiene un secreto»), sin embargo, nunca revela o comparte con el oyente cuál puede ser dicho secreto. Incluso sus admiradores intentaron revelar el significado exacto de dicha frase, aunque posteriormente declaró que, en general, la canción «habla de Dios, que está dentro de nosotros, y no en un pedestal».

## Portada y publicación

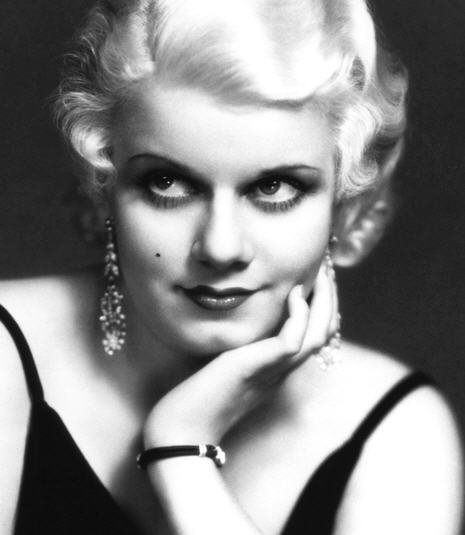
Para la portada de «Secret», Madonna adoptó un estilo nuevo inspirado en la imagen y apariencia de la actriz estadounidense Jean Harlow (fotografía)

Para la era Bedtime Stories, Madonna adoptó un estilo inspirado en la imagen y apariencia de la actriz estadounidense Jean Harlow. Bajo la dirección de Fabien Baron, el fotógrafo de modas francés Patrick Demarchelier tomó las instantáneas para la portada y el folleto del disco en el hotel Eden Roc Miami Beach en agosto de 1994; una de ellas se utilizó para la carátula de «Secret». La intérprete también trabajó con el estilista Sam McKnight, quien recordó que fue una sesión «simple», con menos de 50 personas, y se realizó en el cumpleaños de la artista, por lo que concluyó rápidamente ya que debía ir a su fiesta. Tomado en blanco y negro, la portada del sencillo muestra a la cantante encorvada en un sofá con el cabello rubio y las cejas arqueadas, portando un vestido suelto que revela su sujetador translúcido; Matthew Rettenmund, autor de la Encyclopedia Madonnica 20 (2016), elogió la carátula y escribió que «tras una docena de años de carrera, fue una de sus poses más llamativas tomadas por Demarchelier, un testimonio de la durabilidad de su atractivo como estrella».
Como parte de las actividades con America Online y CompuServe, el 14 de septiembre de 1994, Warner Bros. anticipó el lanzamiento de «Secret» y de Bedtime Stories a través de un mensaje de audio que estuvo disponible exclusivamente en línea, algo inusual en ese momento, ya que menos del 15 % de los adultos tenía acceso a Internet. Dirigido a sus fanáticos, la cantante comenzaba diciendo: «Hola, todos ustedes cibernautas. Bienvenidos a la versión de los 90 de la intimidad: pueden escucharme, incluso pueden verme, ¡pero no pueden tocarme!». Además, los suscriptores de ambos servicios informáticos podían escuchar un fragmento de varios segundos de la canción, acceder a la información del disco y ver la portada; Matthew Jacobs, del Huffington Post, afirmó que Madonna realizó lo que más tarde sería considerado «una jugada sin precedentes». A la semana siguiente, el 20 de septiembre, fue enviada a las radios estadounidenses como el primer sencillo del disco. Estuvo disponible en CD, casete y vinilos de 7" y 12", a través de las compañías Maverick, Sire y Warner Bros. En Estados Unidos se añadió una versión instrumental como lado B en las ediciones en CD, casete y 7", mientras que en Europa el lado B para aquellos dos últimos formatos fue la remezcla Rough Mix Edit de la canción inédita «Let Down Your Guard». Posteriormente, figuró en los grandes éxitos GHV2 (2001) y Celebration (2009).

## Remezclas
Para acompañar el lanzamiento, fueron creadas un total de ocho remezclas producidas por Junior Vasquez, que era DJ en el club Sound Factory de Nueva York. Tras su publicación, la canción estaba teniendo éxito en las listas estadounidenses, de manera que, para mantener su popularidad en las discotecas, Madonna solicitó a Vasquez que la remezclara. Según él, los representantes de la cantante le enviaron un casete con la versión original para «que tuviera una idea de cómo era la canción... y cuando [el tempo] era 100 pulsaciones por minuto, dije "Oh, Dios, ¿qué voy a hacer con esto?"». Vasquez, junto con su equipo de ingenieros, primero realizó remezclas más cercanas a la original; luego utilizó solo la voz de Madonna para las versiones nuevas y por último reescribió la letra y compuso la música como una canción completamente diferente. Estaba seguro de hacer producciones house de «Secret», pero para ello tuvo que «acelerar» la voz de la intérprete. En una entrevista, el ingeniero Dennis Mitchell explicó que debieron manipular digitalmente su voz, es decir, tomaron pequeñas porciones digitales del sonido real y las añadieron a la nueva versión para que, de esa manera, el tempo fuese nuevo pero que el tono se mantuviera idéntico. Así, Madonna suena «exactamente igual», con la diferencia de que canta más rápido. Vasquez añadió que ella estaba al pendiente de todo el proceso, pues las mezclas house le eran tan importantes como la original.
Dichas remezclas fueron incluidas en un maxi CD de seis pistas en Estados Unidos, publicado el 8 de noviembre de 1994, y en Europa en un CD de cinco canciones titulado The Remixes, puesto a la venta un mes después. Por último, en 1995 estuvo disponible en Japón un EP con todas las remezclas más una versión editada de la original, de 4:30. «Junior's Luscious Mix» cuenta con una duración corta y otra más larga que incluye una introducción de piano, la cual, según Jose F. Promis de Allmusic, se convierte en un número «épico» para las pistas de baile. En ambas la voz está editada para adaptarse a los ritmos más rápidos, lo que les da una sensación «robótica» que la original no posee. Para Larry Flick de Billboard, combinan «luces estroboscópicas con teclados sonoros y una línea de bajo flexible». «Sound Factory Mix» incorpora instrumentos «turbulentos» que recuerdan a «luces parpadeantes en un club nocturno», como percusiones de música tribal «catárticos» y loops de sintetizador «siniestros». Promis señaló que «Some Bizarre Mix» da a la canción un toque más funky y con más groove, mientras que «Allstar Mix» tiene un ambiente «frío de hip hop». La banda Bizarre Inc y el productor Allstar también crearon remezclas para el tema. Como reseña, Flick las calificó como «sobresalientes» y observó que una versión editada de «Luscious Mix» habría tenido éxito en las estaciones de radio crossover. Por su parte, Promis observó que si bien «eran un buen paquete», por momentos las mezclas sonaban «un poco torpes», específicamente en «Sound Factory Mix».

## Recepción crítica y reconocimientos
| «["Secret"] hierve a fuego lento con una introducción acústica de rasgueo que se transforma en un ritmo de funk/R&B. Mientras Madonna ofrece una interpretación sólida que destaca su registro vocal cada vez más grave, aparece un arreglo meticulosamente entretejido de colores casi psicodélicos y elementos de hip hop. Por supuesto, el hook es puro pop dulce, que se adhiere al cerebro después de una escucha». —Larry Flick, de Billboard. |

En términos generales, «Secret» obtuvo reseñas positivas de críticos, académicos y periodistas musicales, quienes elogiaron la producción y voz de Madonna y la reconocieron como una de las canciones más destacadas de Bedtime Stories. Por ejemplo, Paul Verna de Billboard afirmó que era una de las más «atractivas» del disco, y Sebas E. Alonso de Jenesaispop la escogió dentro de «lo mejor» del material. Del mismo modo, Stephen Thomas Erlewine de Allmusic también la citó como una de las mejores y añadió que «incorpora lentamente sus melodías en el subconsciente mientras suena el bajo», lo que sirve como «antídoto» para su anterior trabajo, Erotica. Charlotte Robinson de PopMatters indicó que «los suaves ritmos de "Secret", acompañados de una guitarra acústica y cuerdas delicadas, son más seductores que cualquiera de los ritmos asépticos de Erotica». Chris Wade, en The Music of Madonna (2016), escribió que era su canción favorita del álbum y una de las más destacadas que la cantante había creado en la década de 1990, así como alabó la producción, la mezcla y su voz. Para Sal Cinquemani de Slant Magazine, fue una interpretación «sorprendentemente comedida» y una de las «más puras» de su carrera; añadió: «Las guitarras acústicas, la voz endulzada hábilmente y los ritmos de R&B característicos del productor Dallas Austin transportan al oyente a su problemático pero relajante mundo». Santiago Fouz-Hernández, uno de los autores de Madonna's Drowned Worlds: New Approaches to her Cultural Transformations, 1983-2003 (2004), aplaudió «el ritmo de soul particularmente fuerte» y comparó el estilo vocal «seductor» de Madonna con los de Roberta Flack y Tina Turner. J. D. Considine de The Baltimore Sun rescató que su canto era la «mayor fortaleza» del álbum, y citó el «ronco contralto» de «Secret» como ejemplo. Además de resaltar su interpretación vocal, Peter Galvin de The Advocate admitió que «el patetismo de no haber encontrado lo que quiere es dolorosamente palpable». Francesco Falconi, autor de Loco por Madonna. La Reina del Pop (2017), la consideró la canción «central» del disco y afirmó que representó la «primera redención verdadera de Madonna en la clasificación estadounidense». Larry Flick de Billboard remarcó el avance en su registro vocal y lo describió como un número «evocador», «memorable» y «creativamente satisfactorio». En otra reseña aparte, el mismo periodista aseguró que era un «preámbulo prometedor de lo que probablemente será un capítulo nuevo y grandioso en la carrera de la graduada más exitosa de la música dance».
Troy L. Smith, de The Plain Dealer, escribió que era «apasionada» y «sumamente pegadiza», y Brett Callwood del Detroit Metro Times la calificó de «espectacular». Eduardo Viñuela, uno de los editores de Bitch She's Madonna: La reina del pop en la cultura contemporánea (2018), observó que, por primera vez, Bedtime Stories no había presentado «grandes o memorables» sencillos, con la excepción de «Secret» y «Take a Bow». Wade caracterizó el estribillo como «siniestro y pegadizo; una extraña inquietud al respecto que solo el misterio de lo prohibido puede conjurar». El biógrafo J. Randy Taraborrelli comentó que era «ingeniosa» y que no importara cuántas veces uno la escuchara, «nunca deja de intrigar». Por su parte, Matthew Rettenmund opinó que era más difícil de olvidar que su sencillo anterior «Who's That Girl» (1987) y más comparable con «Justify My Love» (1990). Además, manifestó que allanó una nueva dirección musical para Madonna. El personal de la revista People opinó que «con su introducción psicodélica de guitarra acústica, ritmo sincopado persistente y florituras orquestales, es fácilmente [su] mejor sencillo desde "Like a Prayer" (1989)». En su comentario al grandes éxitos GHV2, Alex Needham de NME expresó que tenía cierto «pavoneo de blues brillante» y aseguró que era una de las «gemas subestimadas» de su carrera. Barbara O'Dair de Rolling Stone, que la calificó como «contagiosamente funky», distinguió su «moderación vocal» cuando entona la línea Happiness lies in your own hand/It took me much too long to understand («La felicidad está en tu propia mano; me tomó demasiado tiempo entender») y reconoció que mostraba que ella se sentía «atraída por la tristeza». El compositor canadiense Owen Pallett, en su comentario para Pitchfork, fue menos positivo al considerarla «una versión inferior» de «Frozen», de Ray of Light (1998), en relación con el sonido «seco» de la guitarra acústica, «a la espera de ser silenciada y reemplazada por la producción emocionante y tensa de William Orbit». Asimismo, criticó lo monótono que resultó la versión editada para las radios y la duración de más de cinco minutos de la original. Rikki Rooksby compartió esa opinión y agregó que el sonido de batería es un loop «invariable» que añade un «toque de monotonía que el resto de la canción logra mantener a raya durante los primeros cuatro minutos». La autora Lucy O'Brien, en su libro Madonna: Like an Icon (2008), la describió así:

Con su backbeat grueso, cuerdas suaves y un motivo de guitarra funky, «Secret» es lánguida y tensa al mismo tiempo. La canción tiene un aire tranquilo de revelación y relajación del espíritu. Madonna insistió más tarde que no hablaba solo de amor sino también de autoempoderamiento espiritual. [...] [La maqueta reelaborada de Austin] puso de manifiesto un nuevo tono cálido y conmovedor en su voz, e hizo que su tarareo desvanecido fuese una característica central de la canción.

Como reconocimientos, NME la nombró la trigésima mejor canción de 1994, y en 2011, el personal de Slant Magazine lo ubicó en el 42.° lugar de los 100 mejores sencillos de la década de 1990; Jonathan Keefe, uno de los editores de la revista, aseguró que se trataba de uno de los temas más «orgánicos» de Madonna, dado que «toma su momento para llegar a donde se dirige y no darse por vencido». El periodista acentuó que cuando canta el verso You knew all along what I never wanted to say («Sabías todo el tiempo lo que nunca quise decir») «suena positivamente entusiasta». En opiniones retrospectivas, Bianca Gracie de Idolator, en un artículo por el vigésimo aniversario del álbum, declaró que si bien fue una «desviación» de los trabajos anteriores de Madonna, marcó el momento «decisivo» de la era Bedtime Stories, ya que «le demostró al público en general que todavía era capaz de crear música accesible». Concluyó que se trataba de una melodía sensual, en la que la cantante «eligió usar su timbre para evocar su tema de misterio. [...] Suena como si estuviera a punto de susurrar un secreto al oído del oyente». En el conteo que ordenó todos sus sencillos, Jude Rogers de The Guardian lo ubicó en el número 33 y mencionó que era «sensual y persuasivo», con una voz «profunda». Scott Kearnan, de The Boston Globe, lo incluyó en el trigésimo lugar de los 30 mejores sencillos de la artista; al respecto, declaró que «con un catálogo tan grande, es fácil olvidar muchas de sus gemas. Su elegante ritmo de R&B convirtió a "Secret" en algo especial, incluso si no es recordado por un escándalo o "momento" obsceno. [...] Al final del día, esto es lo que Madonna hace mejor: música pop». Nick Levine, de NME, la calificó como «una belleza de bajo perfil», y Taylor Dougherty, de Pop Crush, la incluyó en la novena posición de las diez canciones más infravaloradas de Madonna.
Matthew Jacobs del Huffington Post clasificó los 68 sencillos de Madonna publicados desde 1982 hasta 2014, y «Secret» quedó en el decimoctavo puesto. En el artículo, escribió que contaba con las mismas influencias de hip hop que hicieron de «Justify My Love» y «Human Nature» «clásicos instantáneos». Louis Virtel del sitio NewNowNext la ubicó en el decimocuarto sitio en el conteo de sus 100 mejores sencillos y escribió que era «meditativa, conmovedora» y «absolutamente sexy». Sebas E. Alonso de Jenesaispop la incluyó en la posición 49 de sus sesenta mejores temas y comentó: «["Secret"] es una intrigante canción (nunca se revela de qué secreto se habla) sobre quererse a uno mismo, de melodía preciosa [...] que tan solo habría agradecido algún puente hacia el final que evitara tanta repetición». De modo similar, Guillermo Alonso, de la edición española de Vanity Fair, la ubicó en el 46.º puesto de sus canciones más sobresalientes y comentó que era «Madonna sonando a TLC en el momento de su carrera en que tuvo menos ojo artístico pero más ojo comercial: en 1994 esto era exactamente lo que había que hacer. Practicó esos "mmm, mmm" que luego perfeccionaría en "Frozen"». Figuró en las posiciones vigésimo octava, vigésimo séptima y decimonovena en las listas de PinkNews, Entertainment Weekly y Parade, respectivamente; Samuel R. Murrian, de esta última revista, la nombró «una caja misteriosa». Richard LeBeau, del portal Medium, declaró que era una balada «seductora y conmovedora», así como su novena mejor canción. Además, destacó la melodía «fascinante» y la letra «intrigante». Por último, Andrew Unterberger de Billboard, que lo calificó como su 35.º mejor sencillo, comentó que era «accesible sin revelar mucho» y lo comparó con «Something in the Way» (1991) de Nirvana. Concluyó que demostró que Madonna «pudo recuperarse de la mala prensa de la era Erotica sin tener que recurrir a lo seguro».

## Recepción comercial

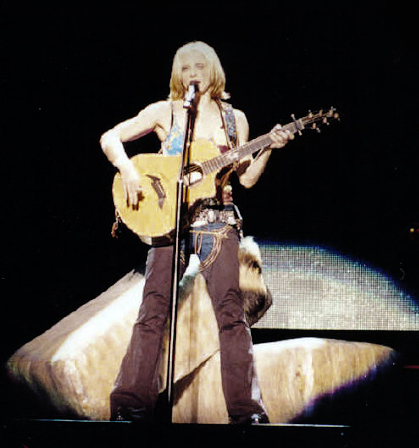
«Secret» se convirtió en el 35.º sencillo consecutivo de Madonna en ocupar los diez primeros puestos en la historia de la lista UK Singles Chart. En la imagen, la cantante interpretando el tema con la guitarra acústica durante uno de los conciertos de su gira Drowned World (2001)

En Estados Unidos, «Secret» debutó en el puesto 30 de la lista Billboard Hot 100 el 8 de octubre de 1994, lo que marcó el tercer debut más alto en la carrera de la cantante en ese momento, por detrás de «Erotica», que ingresó en el número 13 en 1992, y «Rescue Me» en el número 15 en 1991. Según la periodista Liz Smith, fue la canción más solicitada en las radios estadounidenses tras recibir airplay en 152 estaciones con un total de 1900 reproducciones diarias. Tras el lanzamiento comercial del tema, vendió 18 000 copias en el lapso de siete días, y en su tercera semana ascendió a la cuarta posición, por lo que Madonna se convirtió en la cuarta artista en la «era del rock» con la mayor cantidad de entradas a los diez primeros, con un total de 26, por detrás de Elvis Presley, The Beatles y Stevie Wonder. El 5 de noviembre, alcanzó el tercer lugar y permaneció en total veintidós semanas. En los conteos de radios y de ventas físicas —componentes del Hot 100— ocupó las posiciones tercera y undécima, respectivamente, así como la segunda en Adult Contemporary, tercera en Pop Songs y novena en Rhythmic Songs. La buena recepción comercial continuó en la categoría dance, donde lideró las listas Dance Club Songs y Dance Maxi-Singles Sales en la edición del 26 de noviembre. Finalizó como el 84.º sencillo más exitoso de 1994 en el Hot 100 y el 71.º más exitoso de 1995. El 5 de enero de ese año, la Recording Industry Association of America (RIAA) lo certificó con un disco de oro —el decimocuarto en la carrera de Madonna— en representación por 500 000 unidades vendidas en el país.
En Canadá, estuvo en lo más alto de Top 100 Tracks y Adult Contemporary, ambas elaboradas por RPM, y llegó al tercer puesto en la sección de música dance de dicha revista. También debutó directamente en la primera posición del conteo de The Record y fue el vigésimo tercer sencillo más exitoso de 1994 en RPM. Tanto en Australia como en Nueva Zelanda ocupó el número cinco, y en el primer país obtuvo un disco de oro por la Australian Recording Industry Association (ARIA) tras vender 35 000 copias. En Europa, el recibimiento también fue favorable tras estar entre los diez primeros en la mayoría de los mercados. Llegó a la cima de las listas en Finlandia y Suiza, a la segunda posición en Francia y Polonia, a la tercera en Italia, a la cuarta en España, a la sexta en Dinamarca y a la séptima en Escocia e Islandia. En Francia recibió un disco de plata por la Syndicat National de l'Édition Phonographique (SNEP), luego de comercializar 125 000 unidades; en total, ha vendido más de 255 000 copias allí. En Reino Unido, ingresó en el número cinco del UK Singles Chart y permaneció un total de diez semanas; se convirtió en el 35.º sencillo consecutivo de Madonna en ocupar los diez primeros en la historia de la lista británica, récord que inició con «Like a Virgin» (1984) y que ningún otro artista ha superado. Para agosto de 2008, había vendido 117 957 copias en la nación según datos oficiales de Music Week. En los demás países europeos, ocupó los treinta principales en Alemania, Austria, Bélgica, Irlanda, Países Bajos y Suecia. Por último, en la revista paneuropea Music & Media, alcanzó el primer puesto en Adult Contemporary Europe y European Hit Radio Top 40, el tercero en European Dance Radio y el cuarto en la principal Eurochart Hot 100 Singles.

## Vídeo musical

### Concepto y desarrollo
Según O'Brien, el consenso crítico general sobre Bedtime Stories fue «Madonna en retirada». Aún molesta por las críticas sobre el libro Sex, había desarrollado una imagen más «suave y gentil», pero a pesar de los tonos pastel de su nueva apariencia, la autora observó que también había una sensación de «impotencia», y combinó eso con un efecto «sorprendente» en el vídeo musical de «Secret». Madonna sabía que mucho dependía en su primer lanzamiento después de la era Erotica, y ansiaba crear un nuevo efecto. Rodado en blanco y negro, la dirección corrió a cargo de Melodie McDaniel, quien había ganado reconocimiento como fotógrafa de portadas de discos y por trabajar con las bandas Porno for Pyros y The Cranberries. Sin embargo, a Madonna le interesaba más uno de sus primeros cortometrajes, en el que combinó escenas de bautismos y rituales vudú al estilo de la cineasta vanguardista Maya Deren; se sintió atraída por la «crudeza» de los trabajos de McDaniel y por ello decidió trabajar con ella. La directora recordó en una entrevista con O'Brien:

Ella estaba lista para ir allí. En ese momento, quería reducirlo un poco, en lugar de [hacer algo] ultra glamoroso. Madonna portaba una imagen rubia a lo Jean Harlow, y quería combinar esa mezcla del cine clásico de Hollywood con la vanguardia de lo contemporáneo moderno, pero haciendo algo que se sintiera atemporal. Yo estaba pensando en algo diferente, algo real. [...] Fue increíble tener esta oportunidad, pero también me asusté. Pasé de trabajar con artistas jóvenes a trabajar con un ícono.

Antes de reunirse con Madonna, McDaniel escuchó la canción para inspirarse. Cuando la artista le solicitó referencias para el vídeo, le mostró el trabajo de Bill Burke, uno de sus fotógrafos favoritos de la década de 1970, cuya obra se caracterizaba por mostrar personas consideradas fenómenos y endogámicos. También le presentó el libro de fotografías de Bruce Davidson East 100 Street, que incluía imágenes de los habitantes de Harlem del Este. Madonna dejó que la directora se quedara a vivir en su apartamento de Nueva York mientras estaba fuera de la ciudad y le pidió que revisara su colección de libros, con obras de Helmut Newton, Richard Avedon y de pintores. Sumado a ello, trabajó con Brigitte Echols, una estilista del equipo de McDaniel, para su apariencia en el videoclip. Echols había ido a un centro comercial de Los Ángeles llamado Crenshaw Swap Meet y compró un joyero de 180 USD que contenía un diamante pequeño y un collar de oro con el nombre de Madonna. A la cantante le gustó y juntas se encargaron del vestuario, que incorporó faldas y tops, ropa vintage de distintas tiendas, un sostén marca La Perla y dos diseños adicionales de Marc Jacobs. Echols describió su trabajo con Madonna como «colaborativo».

### Rodaje y estreno

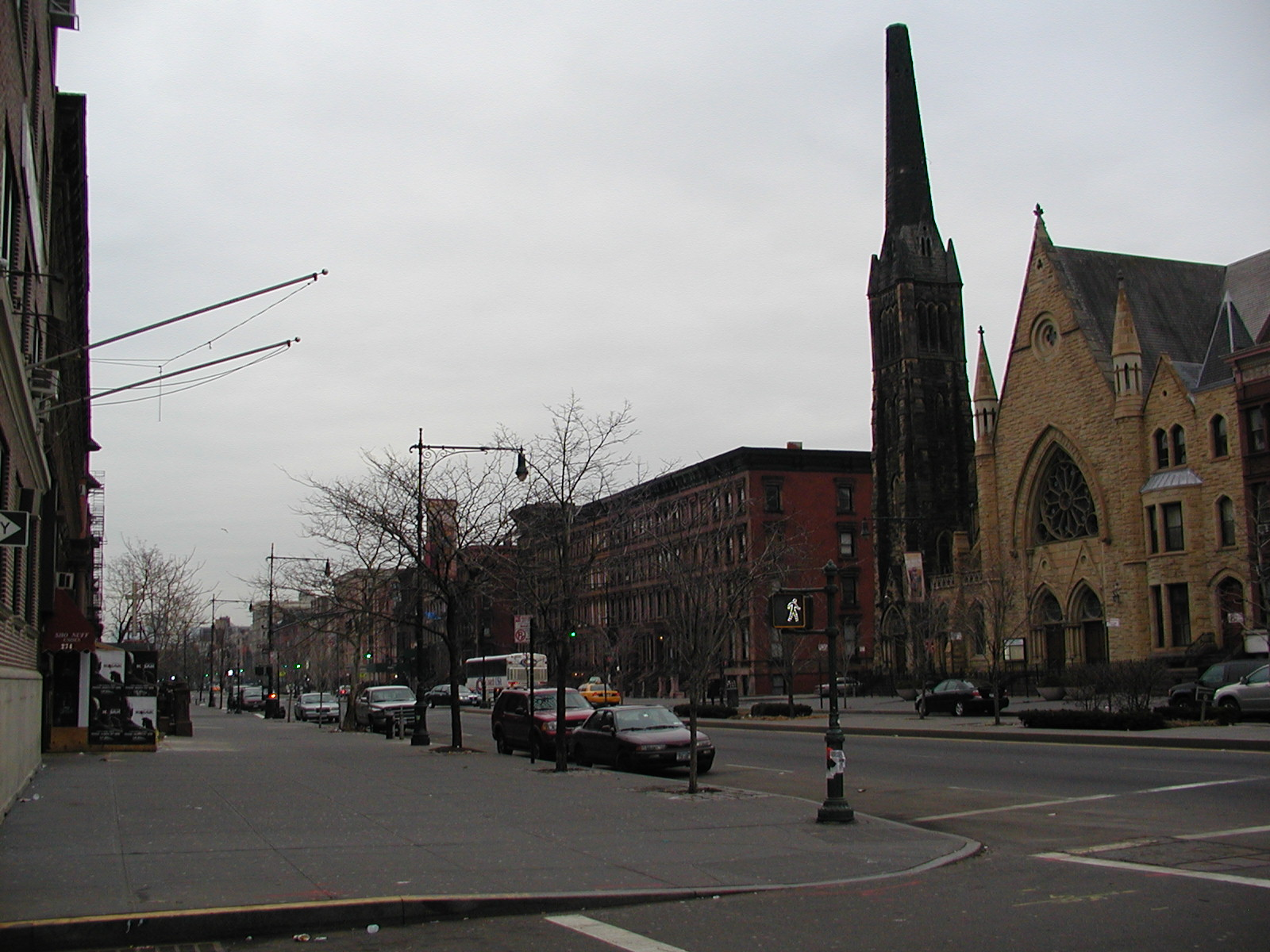
Vista de la avenida Lenox de Harlem, una de las locaciones donde se filmó el videoclip de «Secret»

El rodaje duró tres días, del 9 al 11 de septiembre de 1994, y tuvo lugar en el bar Lenox Lounge y en localización en la avenida Lenox 308 de Harlem. Con la idea de capturar un ambiente speakeasy y «de alquiler bajo», McDaniel y su equipo exploraron lugares considerados «cutres» y fáciles de habitar e hicieron un castin «callejero», una propuesta «naturalística» que sería adoptada posteriormente por numerosos directores y diseñadores. Para ello, buscaron personajes llamativos y excéntricos, desde travestis hasta embaucadores y adolescentes «vanguardistas» de Harlem. Sin embargo, hubo un problema a la hora de filmar: el enfoque de McDaniel era encender la cámara y dejar que el elenco improvisara, pero Madonna quería dirección, por lo que esperaba sentada a que ella le diera indicaciones y llegaba a impacientarse. La directora se sentía sobrecogida por el gran séquito de la artista y se había abstenido de decir lo que pensaba sobre su aspecto. En este sentido, en la misma entrevista rememoró que no había sido clara con lo que había solicitado, dado que el equipo de la intérprete la había hecho lucir «muy suave y glamorosa, toda limpia y aseada», por lo que después de filmar una toma le pidió que cambiara su apariencia a una similar a la de Jennifer Jason Leigh en la película de 1989 Last Exit to Brooklyn. Molesta por haberle hecho «perder el tiempo», cambió su peinado y maquillaje y fue el que se terminó usando para el vídeo.
Echols recordó que las primeras escenas que se rodaron fueron aquellas en las que Madonna camina por la avenida Lenox. Mientras filmaba, la cantante notó un abrigo de cuero negro con ribetes de piel usado por Fatima Andrade Koehler, la asistente de la directora; le pidió el abrigo a Koehler y terminó usándolo en el vídeo. Echols también mencionó que Madonna tenía una relación cercana con el director de fotografía, y sabía qué ángulos resultarían en mejores tomas y qué luces usar. Después de que se aclararan los malentendidos con respecto al vestuario y la dirección de la trama, la filmación se reanudó y terminó en tres días. Las escenas finales fueron filmadas en una casa en Harlem: Madonna sube unos escalones y se reúne con su amante secreto, interpretado por el modelo Richard Elms, y su supuesto hijo.
Descrito como «una oda a la cultura queer afroamericana de la ciudad de Nueva York», se estrenó en MTV el 4 de octubre de 1994. Los representantes del canal admitieron haber quedado satisfechos con la producción final antes de incluirlo en la programación. Comienza con tomas de un vecindario en Harlem y de Madonna, que personifica el papel de una cantante de jazz de un club nocturno al estilo de la década de 1950. Rodeada de una banda, canta el tema ante un pequeño público compuesto en su mayoría de afroamericanos y latinos. Se intercalan tomas de personas que viven en el vecindario y hacen sus quehaceres diarios, una escena de un grupo de prostitutas travestis, un proxeneta y un miembro de una pandilla negra que muestra las cicatrices en su cuerpo. Durante los versos intermedios, se la muestra en el regazo de una mujer negra mayor que simbólicamente la bautiza al salpicarle agua en su frente. Cerca del final, camina por el vecindario y sube unas escaleras para reunirse con su familia, un joven latino y su supuesto hijo. Termina cuando Madonna sonríe a la cámara mientras está sentada en el club. Además del original, que también se transmitió en VH1, un segundo vídeo similar al primero se estrenó en ambos canales, solo que en esta ocasión se utilizó una de las remezclas de Vasquez; la producción estuvo a cargo de Ed Steinberg y la edición de Dan Rocks. Posteriormente, figuró en los recopilatorios The Video Collection 93:99 (1999) y Celebration: The Video Collection (2009).

### Análisis y recepción
El vídeo fue particularmente exitoso en MTV, donde fue transmitido varias veces. Además, generó discusiones académicas sobre el supuesto «secreto» de la canción. Santiago Fouz-Hernández argumentó que el hijo pequeño que se revela al final es el secreto de su amante. Asimismo, analizó que mientras sus primeros vídeos «contrastaban a la cantante blanca con otros grupos étnicos, como negros, hispanos y asiáticos orientales», en otros ha comenzado gradualmente a «emular» a mujeres de países no occidentales como en «Secret», donde da vida a una cantante negra de lounge. Eduardo Viñuela sostuvo que ella «se inscribe en una atmósfera retro con reminiscencias del Hollywood clásico e iconografía del jazz de los años 20; todo un baño de autenticidad». A lo largo del videoclip, se intercalan escenas de Madonna con otras en las que aparecen drag queens arreglándose e iconografía religiosa asociada al renacimiento y a la condenación. En otro análisis, Robert Miklitsch, en From Hegel to Madonna (1998), opinó que se alejaba de las diversas vicisitudes de la pulsión de muerte que se exploraban en Bedtime Stories, tales como represión, pérdida, ira y agresión. Añadió que, aunque muestra imágenes de «purificación del renacimiento», el hecho de que la intérprete anunciara su embarazo en mayo de 1996 demostró que, en retrospectiva, «Secret» hablaba menos sobre la purificación del renacimiento y más bien sobre la maternidad como renacimiento.
Rettenmund dio una interpretación diferente: lo calificó como una «historia sutilmente orquestada de la adicción —y liberación casi espiritual— de la cantante a la heroína». También halló un contraste entre el personaje de Madonna −blanco, con maquillaje pesado, nariz y ombligo perforados, blusa ceñida y tacones vintage− y el vecindario de Harlem, donde es retratada como una «cantante de jazz al estilo Billie Holiday». Según Rettenmund, la toma en la que sube unas escaleras para encontrarse con su amante es una referencia a los vídeos de «Like a Virgin» (1984) y «Papa Don't Preach» (1986), donde, de modo similar, sube unas escaleras pero no llega a su destino. El autor también sostuvo que «Secret» podría servir como una secuela de «Borderline» (1984) y concluyó que enfatizó el interés de Madonna en una pareja y un hijo, algo que ella ya había mencionado anteriormente en una entrevista para The Face. Bill Lamb de About.com lo consideró el octavo mejor vídeo de Madonna, y Louis Virtel, de NewNowNext, la ubicó en la vigésima posición de los 55 más destacados de la cantante y resaltó la «sensación de sensualidad urbana». «Secret» fue considerado el 16.° mejor videoclip de Madonna por el personal de Slant Magazine; Sal Cinquemani añadió que muestra una «necesidad ostensible [por parte de la artista] de explorar su propio conflicto como enigma cultural». De Vanity Fair, Juan Sanguino la acusó de apropiación cultural afroamericana y recalcó que «lleva el sujetador que definió la década (el Wonder-bra) y canta en un club de Harlem acompañada por músicos y espectadores negros. Por primera vez, no parece estar pasándoselo bien. Ella se pone muy nerviosa cuando no vende discos».

## Presentaciones en vivo

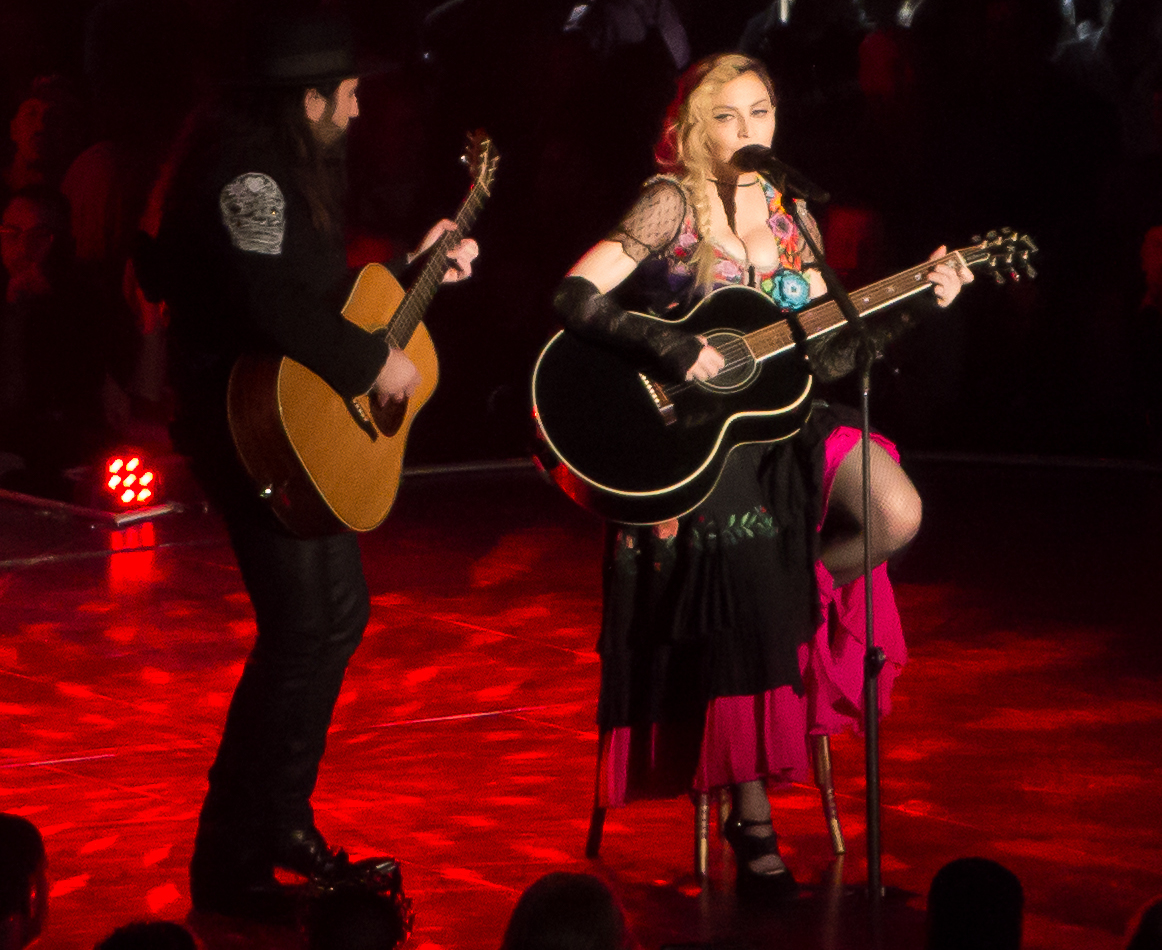
En algunos conciertos del Rebel Heart Tour (2015-2016), entre ellos el de Las Vegas, Madonna cantó una versión acústica de «Secret»

El 18 de febrero de 1995, Madonna se presentó en el programa alemán Wetten, dass..? para promocionar Bedtime Stories e interpretó «Secret» y «Take a Bow». Seis años después, formó parte del repertorio del Drowned World Tour durante el tercer segmento del espectáculo, Cowgirl, inspirado en la iconografía country. Tocó la guitarra acústica y portó un atuendo de vaquera que consistía en una blusa de rayas y estrellas, una cola de mapache como accesorio y pantalones vaqueros con chaparreras y barro incrustado. La pantalla de fondo mostraba imágenes de rituales religiosos como bautismos, ceremonias mevlevíes y oraciones budistas. En el concierto ofrecido el 25 de julio de 2001 en el Madison Square Garden de Nueva York, dedicó la actuación a los habitantes de la ciudad. La presentación obtuvo reseñas favorables: Alex Petridis de The Guardian la llamó «magnífica»; Francesco Falconi «íntima y tocante»; y para Steve Dollar, de The Victoria Advocate, demostró que el tema había «crecido en profundidad» con el pasar de los años.  La actuación en el concierto del 26 de agosto, realizado en el Palace of Auburn Hills de Míchigan, se incluyó en el álbum en vídeo Drowned World Tour 2001.
En noviembre de 2008, durante el concierto de Houston del Sticky & Sweet Tour, cantó el tema a capela a petición de los espectadores. A pesar de no haber sido parte del repertorio oficial, interpretó una versión acústica en algunos conciertos del Rebel Heart Tour (2015-2016), como en Vancouver, Los Ángeles, Las Vegas, Praga, Turín, Ámsterdam y Atlanta. En Los Ángeles, expresó que era su parte favorita del espectáculo, puesto que podía «despegarse del guion», mientras que en Vancouver dedicó la actuación a «un invitado especial», lo que algunos medios especularon que se trataba de su exesposo Sean Penn, que se encontraba entre el público. Shawn Coner, del Vancouver Sun, calificó la interpretación como «bienintencionada».

## Lista de canciones y formatos
| CD de dos pistas / 7" / casete |                         |          |  |
| N.º                            | Título                  | Duración |  |
| 1.                             | «Secret»                | 5:05     |  |
| 2.                             | «Secret» (instrumental) | 5:05     |  |

| Maxi CD / descarga digital - Remixes EP |                                         |          |  |
| N.º                                     | Título                                  | Duración |  |
| 1.                                      | «Secret» (Edit)                         | 4:30     |  |
| 2.                                      | «Secret» (Junior's Luscious Single Mix) | 4:16     |  |
| 3.                                      | «Secret» (Junior's Luscious Club Mix)   | 6:17     |  |
| 4.                                      | «Secret» (Junior's Sound Factory Mix)   | 10:17    |  |
| 5.                                      | «Secret» (Some Bizarre Mix)             | 9:48     |  |
| 6.                                      | «Secret» (Allstar Mix)                  | 5:10     |  |

| 7", casete |                                        |          |  |
| N.º        | Título                                 | Duración |  |
| 1.         | «Secret»                               | 5:03     |  |
| 2.         | «Let Down Your Guard» (Rough Mix Edit) | 4:33     |  |

| CD The Remixes |                                                |          |  |
| N.º            | Título                                         | Duración |  |
| 1.             | «Secret» (Junior's Luscious Single Mix)        | 4:18     |  |
| 2.             | «Secret» (Junior's Extended Luscious Club Mix) | 7:57     |  |
| 3.             | «Secret» (Junior's Luscious Dub)               | 6:21     |  |
| 4.             | «Secret» (Junior's Sound Factory Mix)          | 10:18    |  |
| 5.             | «Secret» (Junior's Sound Factory Dub)          | 7:58     |  |

| CD  |                                        |          |  |
| N.º | Título                                 | Duración |  |
| 1.  | «Secret» (versión editada)             | 4:30     |  |
| 2.  | «Let Down Your Guard» (Rough Mix Edit) | 4:33     |  |
| 3.  | «Secret» (instrumental)                | 5:05     |  |
| 4.  | «Secret»                               | 5:05     |  |

| 12" |                                        |          |  |
| N.º | Título                                 | Duración |  |
| 1.  | «Secret»                               | 5:05     |  |
| 2.  | «Let Down Your Guard» (Rough Mix Edit) | 4:33     |  |
| 3.  | «Secret» (instrumental)                | 5:05     |  |
| 4.  | «Secret» (versión editada)             | 4:30     |  |

| EP  |                                                |          |  |
| N.º | Título                                         | Duración |  |
| 1.  | «Secret» (Junior's Luscious Single Mix)        | 4:17     |  |
| 2.  | «Secret» (Junior's Extended Luscious Club Mix) | 7:56     |  |
| 3.  | «Secret» (Junior's Luscious Dub)               | 6:20     |  |
| 4.  | «Secret» (Junior's Sound Factory Mix)          | 10:17    |  |
| 5.  | «Secret» (Junior's Sound Factory Dub)          | 7:58     |  |
| 6.  | «Secret» (Some Bizarre Mix)                    | 9:48     |  |
| 7.  | «Secret» (Allstar Mix)                         | 5:11     |  |
| 8.  | «Secret» (versión editada)                     | 4:30     |  |

## Posicionamiento en listas
| País (Lista 1994)                         | Posición más alta |
| ----------------------------------------- | ----------------- |
| Alemania (Offizielle Deutsche Charts)     | 29                |
| Australia (ARIA)                          | 5                 |
| Austria (Ö3 Austria Top 40)               | 11                |
| Bélgica Flandes (Ultratop)                | 15                |
| Canadá (RPM Top Hit Tracks)               | 1                 |
| Canadá (RPM Adult Contemporary)           | 1                 |
| Canadá (RPM Dance)                        | 3                 |
| Canadá (The Record)                       | 1                 |
| Dinamarca (IFPI)                          | 6                 |
| Escocia (Scottish Singles Chart)          | 7                 |
| España (AFYVE)                            | 4                 |
| Estados Unidos (Billboard Hot 100)        | 3                 |
| Estados Unidos (Adult Contemporary)       | 2                 |
| Estados Unidos (Dance Club Songs)         | 1                 |
| Estados Unidos (Dance Maxi-Singles Sales) | 1                 |
| Estados Unidos (Hot 100 Airplay)          | 3                 |
| Estados Unidos (Hot 100 Singles Sales)    | 11                |
| Estados Unidos (Pop Songs)                | 3                 |
| Estados Unidos (Rhythmic Top 40)          | 9                 |
| Unión Europea (Adult Contemporary Europe) | 1                 |
| Unión Europea (Eurochart Hot 100 Singles) | 4                 |
| Unión Europea (European Dance Radio)      | 3                 |
| Unión Europea (European Hit Radio Top 40) | 1                 |
| Finlandia (Suomen virallinen lista)       | 1                 |
| Francia (SNEP)                            | 2                 |
| Irlanda (IRMA)                            | 16                |
| Islandia (Íslenski Listinn Topp 40)       | 7                 |
| Italia (Musica e dischi)                  | 3                 |
| Nueva Zelanda (Recorded Music NZ)         | 5                 |
| Países Bajos (Dutch Top 40)               | 15                |
| Países Bajos (Single Top 100)             | 20                |
| Polonia (LP3)                             | 2                 |
| Reino Unido (UK Singles Chart)            | 5                 |
| Suecia (Sverigetopplistan)                | 12                |
| Suiza (Schweizer Hitparade)               | 1                 |

| País (Lista 1994)                         | Posición |
| ----------------------------------------- | -------- |
| Australia (ARIA)                          | 46       |
| Canadá (RPM Top Hit Tracks)               | 23       |
| Canadá (RPM Adult Contemporary)           | 24       |
| Estados Unidos (Billboard Hot 100)        | 84       |
| Estados Unidos (Hot 100 Airplay)          | 66       |
| Unión Europea (Adult Contemporary Europe) | 23       |
| Unión Europea (Eurochart Hot 100 Singles) | 47       |
| Unión Europea (European Hit Radio Top 40) | 34       |
| Francia (SNEP)                            | 26       |
| Islandia (Íslenski Listinn Topp 40)       | 92       |
| Italia (FIMI)                             | 38       |
| Reino Unido (UK Singles Chart)            | 84       |
| Suecia (Sverigetopplistan)                | 74       |
| País (Lista 1995)                         | Posición |
| Estados Unidos (Billboard Hot 100)        | 71       |
| Estados Unidos (Dance Maxi-Singles Sales) | 37       |
| Estados Unidos (Hot 100 Airplay)          | 69       |
| Unión Europea (Eurochart Hot 100 Singles) | 87       |
| Francia (SNEP)                            | 56       |

## Certificaciones
| País (organismo certificador) | Certificaciones | Unidades certificadas/Ventas |
| ----------------------------- | --------------- | ---------------------------- |
| Australia (ARIA)              | Oro             | 35 000                       |
| Estados Unidos (RIAA)         | Oro             | 500 000                      |
| Francia (SNEP)                | Plata           | 125 000 255 000              |
| Reino Unido                   | —               | 117 957                      |

## Créditos y personal
- Grabación en Axis Studios (Nueva York) y DARP Studios (Atlanta).
- Masterización en Sterling Sound (Nueva York).

### Personal
- Madonna: voz, composición, producción
- Dallas Austin: composición, producción, batería, teclados
- Tommy Martin: guitarra
- Colin Wolfe: bajo
- Meshell Ndegeocello: bajo
- Babyface: sintetizador, programación de batería
- Marius de Vries: programación
- Craig Armstrong: arreglo
- Jessie Leavey: arreglo, dirección de orquesta
- Susie Katiyama: dirección de orquesta
- Alvin Speights: ingeniería, mezcla
- Brad Gilderman: ingeniería
- Darin Prindle: ingeniería
- Mark «Spike» Stent: ingeniería
- Michael Fossenberg: ingeniería
- Jon Gass: mezcla
- Junior Vasquez: remezclas
- Patrick Demarchelier: fotografía
- Fabien Baron: dirección artística, diseño
- Patrick Li: dirección artística, diseño

Créditos adaptados de Tidal, las notas de Bedtime Stories y del maxisencillo en CD de «Secret».